# Доњи Мељани
Доњи Мељани су насељено место у саставу града Слатине у Вировитичко-подравској жупанији, Република Хрватска.

## Историја
До територијалне реорганизације у Хрватској налазили су се у саставу старе општине Подравска Слатина.

## Становништво
На попису становништва 2011. године, Доњи Мељани су имали 259 становника.

## Попис1991.
На попису становништва 1991. године, насељено место Доњи Мељани је имало 296 становника, следећег националног састава:
| Попис 1991.‍ | Попис 1991.‍ | Попис 1991.‍ | Попис 1991.‍ | Попис 1991.‍ |
| ----------- | ----------- | ----------- | ----------- | ----------- |
|             |             |             |             |             |
| Хрвати      | Хрвати      |             | 220         | 74,32%      |
| Срби        | Срби        |             | 74          | 25,00%      |
| Југословени | Југословени |             | 2           | 0,67%       |
| укупно: 296 |             |             |             |             |